# A United Airlines 585-ös járatának katasztrófája
A United Airlines 585-ös járata 1991. március 3-án zuhant le a Colorado Springs-i repülőtértől 2 km-re. A Boeing 737-291 típusú utasszállító repülőgép 20 utassal és 5 főnyi személyzettel indult a denveri Stapleton nemzetközi repülőtérről helyi idő szerint 7:15-kor. Rövid, mindössze 17 perces út volt ez. Az úticéltól 2 km-re Patricia Edison másodpilóta 30 fokra nyitotta a fékszárnyakat. Ekkor azonban a gép váratlanul erőteljesen jobbra dőlt, majd dugóhúzóba keveredett. A másodpilóta megpróbálta visszavenni a fékszárnyakat 15 fokra, de ez sikertelen volt. Kisvártatva a gép becsapódott a földbe. A becsapódás a fedélzeten mindenkit megölt. A másodpilóta volt a második női pilóta, aki repülőgépen halt meg. Az első egy arab származású nő volt, aki az Air Henders 1413-as járatán vesztette életét. A Nemzeti Közlekedésbiztonsági Felügyelet (angolul National Transportation Safety Board, NTSB) nyomozói nem sokkal a baleset után a helyszínre érkeztek, azonban a gép annyira szétroncsolódott, hogy alig találtak ép alkatrészeket. Megvizsgálták a fedélzeti adatrögzítőt, visszahallgatták pilótafülke hangfelvételét, tanulmányozták az aznapi időjárást, de nem tudtak fényt deríteni a baleset okaira. Végkövetkeztetés nélküli jelentést voltak kénytelenek kiadni.

## Hasonló esetek és újabb vizsgálat
A US Airways 427-es járata egy Boeing 737-300-as  1994. szeptember 8-án a pittsburgh-i reptér közelében került dugóhúzóba, majd a földnek csapódott. 134 ember vesztette életét. Az oldalkormány megint váratlanul kitért, és a gép irányíthatatlanná vált, majd lezuhant. A szakértők felfedezték, hogy a gép röppályája az United 585-ös tükörképének felel meg. Ezután újra megnyitották az 585-ös járat balesetének vizsgálatát. További eredményeket azonban megint nem értek el.
A balesetek okaira csak akkor tudtak fényt deríteni, amikor 1996. június 9-én hasonló eset történt az Eastwind Airlines 517-es járatán is, ám itt a pilóta le tudott szállni a géppel. A kivizsgálók ezután a 737-es oldalkormányát irányító szervoszelepet (angolul: Power Control Unit, PCU) próbának vetették alá, melynek során az alkatrészt lehűtötték a repülés során fellépő hőmérsékletre, majd forró hidraulikaolajat fecskendeztek bele. Ekkor az alkatrész többször váratlanul oldalirányba kitért, majd beragadt. Az is előfordult, hogy a jobb és bal irányok felcserélődtek. A baleseteket tehát közvetve ez okozta. A Boeing ezután minden 737-es gépén áttervezte az oldalkormányt működtető alkatrészeket. Azóta 737-es géppel ez a fajta baleset nem fordult elő.